# Maymuna bint al-Harith
Maymūna bint al-Ḥārith (in arabo ميمونه بنت الحارث‎?; La Mecca ?, 594 – Sarif, 673) è stata una delle mogli del profeta Maometto.
Il suo nome d'origine era Barra, ma Maometto (non nuovo a ciò) volle cambiarle il nome in Maymūna.

## Famiglia
Suo padre era al-Ḥārith ibn Ḥazn e sua madre Hind bt. ʿAwf. Entrambi facevano parte dei Hilal, una tribù che viveva alla Mecca. Sua sorella germana era Umm al-Faḍl Lubāba bt. al-Ḥārith (moglie di al-ʿAbbās b. ʿAbd al-Muṭṭalib), e sue cugine materne erano Layla (Lubāba la Giovane, madre di Khālid b. al-Walīd), Huzayla e 'Izza. Sue sorellastre materne erano Maḥmiya bint Jazi al-Zubaydi, Zaynab bint Khuzayma (una moglie di Maometto), Asmāʾ bt. ʿUmays (una moglie di ʿAlī b. Abī Ṭālib e precedentemente di Abū Bakr, dopo essere rimasta vedova di Jaʿfar b. Abī Ṭālib), Salmā bt. ʿUmays (una moglie di Ḥamza b. ʿAbd al-Muṭṭalib) e Awn ibn ʿUmays.

## Matrimonio con Maometto
Sposò Maometto nel 629 a Sarif, circa a 17 km dalla Mecca, appena dopo aver effettuato la ʿumrat al-qaḍāʾ. Il Profeta aveva allora 58 anni e Maymūna poco meno di 40.
Maymūna visse con il marito per tre anni, fino alla morte di questi nel 632. Sarebbe stata, secondo Ibn Kathir, l'ultima delle sue vedove a morire", quando aveva 80 o 81 anni". Tuttavia Tabari afferma che Umm Salāma era in vita dopo la morte di Maymuna, mentre Ibn Kathir sosteneva che almeno quattro fossero le vedove del Profeta ancora vive nel 71 del calendario islamico, dopo la scomparsa di Maymuna: Ṣafiyya, Sawda, ʿĀʾisha e Umm Salāma.
Ibn Ḥajar riporta per canto suo una tradizione secondo cui Maymūna sarebbe morta prima di ʿĀʾisha.